# Sur l'île de Valaam
Sur l'île de Valaam (en russe : На острове Валааме) est un tableau du peintre russe et ukrainien Arkhip Kouïndji (1841/1842—1910), réalisé en 1873. Il fait partie des collections de la Galerie Tretiakov à Moscou (numéro d'inventaire 873). Ses dimensions sont de 76 × 130 cm,,.

## Histoire et description
La tableau est peint lors d'un voyage d'Arkhip Kouïndji sur l'île de Valaam, qui se trouve sur le Lac Ladoga. En 1873, il est présenté à l’exposition de l' Académie russe des beaux-arts. Bien qu'il soit daté de 1873, on suppose qu'il a été réalisé surtout en 1872 lors du deuxième voyage estival du peintre sur cette île de Valaam. Ce tableau fait partie d'une trilogie du peintre sur la nature du grand nord russe, de même que les tableaux Le Lac Ladoga (1873) et Le Nord.
Le peintre Ilia Répine en parlant du nouveau tableau de Kouïndji écrivait : «Tout le monde l'aime beaucoup, et pas plus tard qu'aujourd'hui j'ai rencontré Ivan Kramskoï qui était enchanté par ce tableau». Si bien que c'est le premier tableau de Kouïndji acquis par Pavel Tretiakov, et ce dès son exposition en 1873. En 1878, pour cette toile et en même temps pour Le chemin des rouliers à Marioupol (ru) (1875, Galerie Tretiakov), Nuit ukrainienne (1876, Galerie Tretiakov) et La steppe (1875, Musée d'art de Iaroslavl), Kouïndji reçoit le titre d' artiste classique de première classe.
Le peintre dépeint le côté sauvage de l'île qui s'éclaire d'argent avant une tempête. À l'avant plan se trouvent deux arbres, un pin et un bouleau, qui ont poussé au travers du granit craquelé et poussent près d'un ruisseau qui se jette dans le lac couvert de carex. À l'arrière plan une forêt sombre et les berges du lac.

## Critiques
Le critique d'art Vitali Manin note que:
« « La dernière toile de Kouïndji dans laquelle il prend la nature pour sujet est marquée par une tension psychologique aiguë. Ce tableau montre que le talent de Kouïndji est à la mesure des principaux paysagistes de son temps. Kouïndji est devenu une artiste réputé. »
Un autre critique; Vladimir Petrov écrit pour l'anniversaire des 150 ans de la naissance de Kouïndji:
« La nature sur l'île de Valaam devient celle de Kouïndji et le peintre y crée une série de paysages à une époque où il est déjà pleinement conscient de son talent. Ce sont surtout Le Lac Ladoga (1871, Musée Russe et Sur l'île Valaam. Peut-être, ce dernier tableau est-il particulièrement expressif du fait que l'artiste lui a donné des belles tonalités argentées en choisissant le côté sauvage de l'île où, dans une lumière annonçant la tempête, les nuages s'approchent. Le granit fissuré, le pin et le bouleau, une forêt sombre au loin, le carex ondulant dans l'eau transparente et une oiseau volant seul, tout est ici représenté avec une densité particulière du sentiment de la vie. Cela a été fort apprécié par ses contemporains parmi lesquels on compte Fiodor Dostoïevski qui écrit: « Les ténèbres… l'humidité vous imprègnent complètement… mais qu'y a-t-il de spécial?.. Et pourtant comme c'est bon!» »